# Учредительное собрание Латвии
Учредительное собрание (латыш. Satversmes sapulce) Латвийской Республики — первый избранный парламент Латвии, действовавший с 1 мая 1920 года по 7 ноября 1922 года. Его выборы состоялись 17—18 апреля 1920 года, и первоначально в состав собрания вошли 150 депутатов. Кроме того, осенью того же года были доизбраны два депутата от территорий, ранее контролировавшихся Эстонией.

## Состав
Из 150 изначально избранных депутатов 57 представляли ЛСДРП, 26 — Латышский крестьянский союз, 17 — Латгальскую крестьянскую партию, 6 — Немецкую партию, 4 — Группу русских граждан, 6 — два еврейских списка, 1 — объединённые польские партии, 33 — прочие партии и группы граждан. Всего были избраны представители 16 партий и групп граждан (Коммунистическая партия Латвии являлась нелегальной и в выборах не участвовала) при явке в 84,9 % от числа зарегистрированных избирателей. Женщин среди депутатов было пять.
Президентом собрания, исполнявшим функции главы государства, был избран Янис Чаксте.

## Деятельность
27 мая и 1 июня 1920 года собрание приняло конституционные акты — Декларацию о латвийском государстве и Временные правила о государственном устройстве Латвии.
15 февраля 1922 года принята первая часть конституции, 5 апреля проект второй части был отклонён, и первая часть оказалась единственной (она вступила в силу 7 ноября 1922 года, с истечением полномочий Учредительного собрания).
За 213 заседаний собрание приняло также 205 законов, включая законы об аграрной реформе, ратифицировало мирный договор с РСФСР, утвердило два правительства — во главе с К. Улманисом и З. А. Мейеровицем. В собрании работала 21 постоянная комиссия.